# Wusun

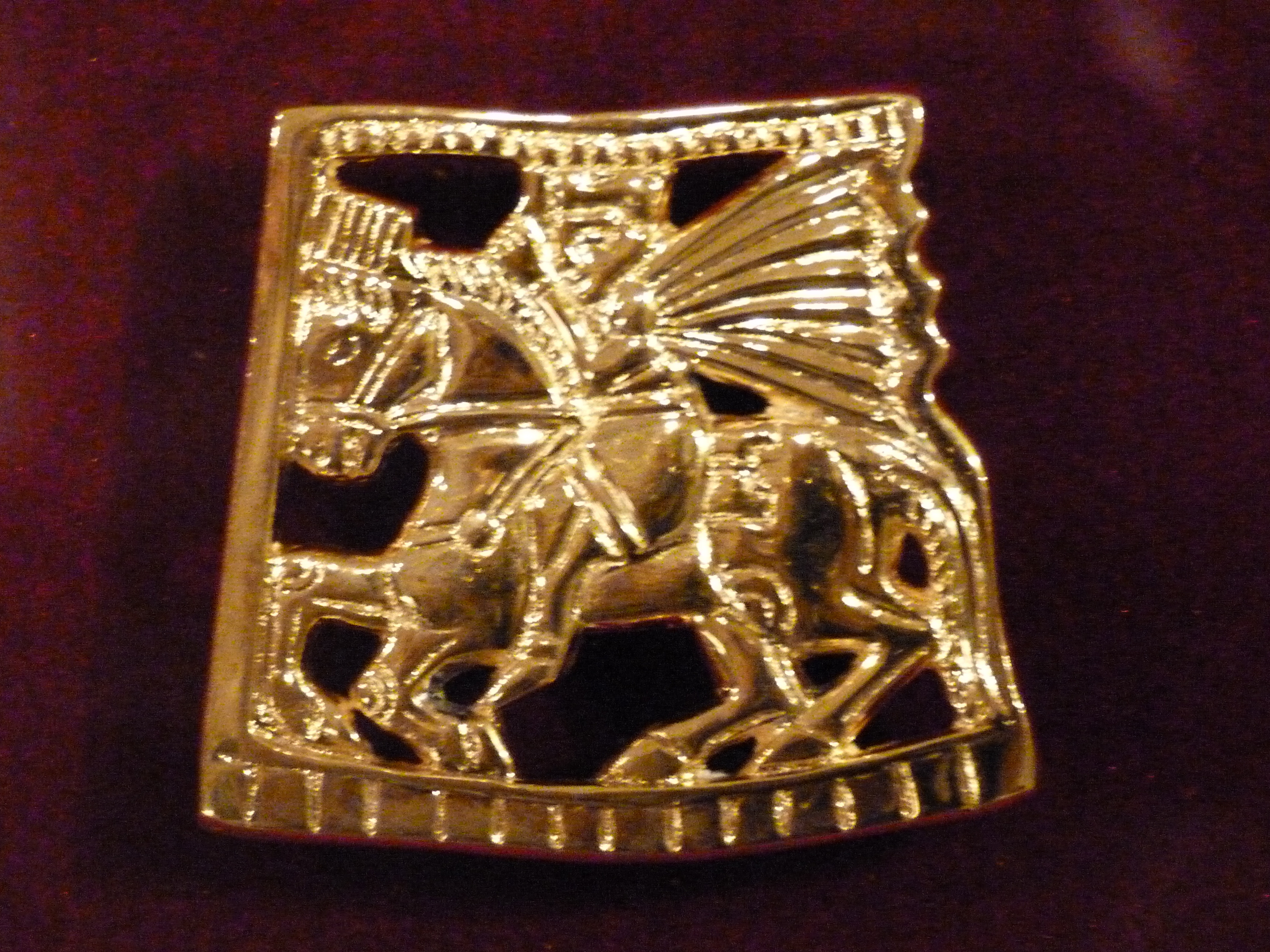
Artefatto proveniente da un tumulo a Tenlik (III.-II. a.C.), Kazakhstan, associato al popolo Wusun

I Wusun (烏孫T, WūsūnP) furono un'antica popolazione indoeuropea dell'Asia Centrale e della Cina occidentale, nemica degli Yuezhi e degli Xiongnu, di cui subì la signoria per molti secoli per poi infliggere loro pesanti sconfitte. L'impero nomade dei Wusun costituito tra il II e il I secolo a.C., importante alleato della dinastia Han, fu il più vasto del suo tempo e uno dei più grandi del mondo antico, arrivando a ricoprire una superficie di 4,03 milioni di km2 all’apice.

## Storia
In origine un piccolo stato, l’impero Wusun conobbe un periodo di splendore nel 133 o 132 a.C. quando cacciò dalla valle Ili gli Yuezhi, che aveva servito in precedenza, e divenne fino al IV secolo d.C. la maggiore potenza della regione. Gli Xiongnu vennero invece cacciati dopo due battaglie perse in malo modo contro il leggendario re Wusun Liejiaomi, e da allora i due popoli presero le distanze. I Wusun poterono così espandersi con estrema rapidità nelle regioni circostanti, costruendo un vastissimo impero in meno di un secolo, grazie anche all’alleanza con gli Han.
Nelle cronache cinesi, per quanto è noto, i Wusun cessano di essere registrati dal V secolo d.C., dopo che i resti dei Wusun, che ormai erano un popolo poco numeroso ridotto ad una piccola nazione, fuggirono nella catena montuosa del Tianshan e quindi probabilmente entrarono a far parte della composizione etnica dei Tagichi.
In Kazakistan, esiste tuttora un clan che porta il nome Usun. Vi è però una fonte non confermata del 938 d.C. in cui si citano i Wusun come tributari dell'impero cinese.

## Etnonimo
Sebbene non si conoscano con sicurezza l'appartenenza etnica e la lingua, è stato proposto che fossero di ceppo iranico, probabilmente affini agli Alani.
Infatti vengono descritti dai cinesi come individui assai pelosi di alta statura, con gli occhi azzurri ed i capelli biondi, il che è compatibile con la descrizione che storici d'Occidente lasciarono degli Alani. Non si può non ricordare una nota ironica lasciataci da un commentatore del VII secolo, Yan Shigu, che a causa della peluria diffusa e della barba rossiccia attribuiva ai Wusun la fisionomia scimmiesca di un macaco.
Inoltre è stato proposto che il nome Wusun possa essere accostato agli etnonimi Iazi, Asi, Oss(et)i con cui gli Alani si definivano.
È stato anche proposto che i Wusun siano Proto-Turchi dell'Asia centrale, a causa del fatto che essi consideravano il Lupo animale totemico (come i Proto-Turchi), ma questa osservazione non pare essere decisiva poiché il lupo ha un importante ruolo anche in culture indoeuropee (come nel caso della leggenda di Romolo e Remo per gli antichi romani). Va detto che un mito molto simile si trova nella storia Wusun, infatti è detto che nel 176 a.C. gli Xiongnu uccisero il re Wusun Nandoumi, ma che suo figlio Liejiaomi sopravvisse nella foresta allattato da una lupa, per poi diventare principe Xiongnu e re dei Wusun. Fu lui a guidare il suo popolo in una serie di conquiste che lo porteranno a sconfiggere gli Xiongnu in modo definitivo, prendendo 10.000 prigionieri da impiegare come schiavi.
D'altro canto è senz'altro possibile che un ramo dei Wusun abbia originato i Peceneghi, che in origine si chiamavano Vusenegh.
Da fonti cinesi, si sa che nella lingua Wusun la parola Gun-mo (gummo, kunmo secondo le traslitterazioni) significava re.
I Wusun avevano una società divisa in nobili, artigiani e schiavi, e il cavallo era molto importante. I ricchi Wusun possedevano fino a 4000 o 5000 cavalli.

## Pei-ch'ou ko, canto di un triste autunno
È nota una poesia scritta dalla principessa cinese Shsi-chun andata in sposa, per ragioni di stato e decisione dell'imperatore Wudi della dinastia Han, ad un re dei barbari Wusun, con cui gli Han erano alleati da circa cinquant'anni. Il marito pare fosse una brava persona, ma rozzo e vecchio imponeva alla giovinetta i suoi usi barbarici. I due sposi non parlavano mai poiché ignoravano le reciproche lingue materne, né la giovane e orgogliosa principessa si era rassegnata ad imparare quella del popolo ospite. Questo lamento fu scritto nel 110 a.C. (dinastia Han).
| Canto di un triste autunno               |
| ---------------------------------------- |
| I miei m'hanno maritato                  |
| m'hanno inviato in un paese straniero    |
| presso il Re Wusun.                      |
| Una tenda è la mia casa                  |
| di feltro sono i muri,                   |
| per nutrimento, carne cruda,             |
| per bevanda, latte di giumenta.          |
| Non cesso di sognare la mia patria       |
| e occupa il mio cuore la tristezza       |
| Non sono io una cicogna gialla           |
| che possa volare in braccio al mio paese |
| con un solo battito d'ali                |